# Верх-Суетский сельсовет
Верх-Суетский сельсовет — бывшие муниципальное образование со статусом сельского поселения и административно-территориальное образование в Суетском районе Алтайского края России.
Административный центр — село Верх-Суетка.

## История
Как сельское поселение создано в 2003 году. В 2011 году в Верх-Суетский сельсовет был включён посёлок Береговой — единственный населённый пункт упразднённого Берегового сельсовета. Верх-Суетский сельсовет упразднён в 2022 году.

## Население
| 1997  | 1998  | 1999  | 2000  | 2001  | 2002  | 2003  | 2004  | 2005  |
| ----- | ----- | ----- | ----- | ----- | ----- | ----- | ----- | ----- |
| 2715  | ↗2755 | ↗2758 | ↘2751 | ↘2706 | ↘2666 | ↘2558 | ↘2476 | ↗2521 |
| 2006  | 2007  | 2008  | 2009  | 2010  | 2011  | 2012  | 2013  | 2014  |
| ↘2463 | ↘2374 | ↘2313 | ↘2237 | ↘2224 | ↘2210 | ↗2503 | ↘2464 | ↘2390 |
| 2015  | 2016  | 2017  | 2018  | 2019  | 2020  | 2021  |       |       |
| ↘2341 | ↘2334 | ↗2368 | ↘2314 | ↘2279 | ↘2229 | ↘2207 |       |       |

Гендерный состав
По результатам Всероссийской переписи населения 2010 года численность населения муниципального образования составила 2224 человека, в том числе 1033 мужчины и 1191 женщина

## Населённые пункты
В состав сельсовета входили 4 населённых пункта:
| № | Населённый пункт | Тип     | Население (чел.) |
| - | ---------------- | ------- | ---------------- |
| 1 | Береговой        | посёлок | ↘49              |
| 2 | Верх-Суетка      | село    | ↘2119            |
| 3 | Октябрьский      | посёлок | ↘182             |
| 4 | Осиновский       | посёлок | ↘114             |

### Упразднённые населённые пункты
- Берёзовка — упразднённое в 1983 году село
- Дубровка — посёлок, год упразднения неизвестен
- Малиновка — посёлок, год упразднения неизвестен
- Первомайский — посёлок, год упразднения неизвестен
- Сенной Лог — посёлок, год упразднения неизвестен
- Черемховка — посёлок, упразднён в 1945